# Bernard Le Coq
Bernard Le Coq (Le Blanc (Indre), 25 september 1950) is een Frans acteur.

## Biografie
Bernard Le Coq speelde al een hoofdrol als Jean-Pierre in Michel Boisronds La Leçon particulière. Bijrollen volgden, naast Michel Galabru in Honte de la famille, naast Gérard Barray in Béru et ces dames en naast Michel Serrault in Edouard Molinaros La Liberté en croupe. Le Coq wordt bekend met Serge Korbers familiedrama Les Feux de la chandeleur, waarin hij naast Annie Girardot, Claude Jade en Jean Rochefort de onbegrijpelijke zoon van een gescheiden stel speelt en zijn moeder (Girardot) de dood in drijft. Daarna speelde hij Michel in César et Rosalie van Claude Sautet en speelde hij samen met Simone Signoret en Alain Delon in de misdaadthriller Les granges brûlées van Georges Simenon. Andere belangrijke rollen: de schoonzoon van Philippe Noiret in Pile ou face (1980) en Theo in Van Gogh van Maurice Pialat (1991), waarvoor hij een César voor beste mannelijke bijrol-nominatie ontving. Hij won de prijs 2003 voor zijn rol in de film Claire - Se souvenir des belles choses.

## Filmografie (selectie)
- 1967 - Les grandes vacances (Jean Girault)
- 1968 - La leçon particulière (Michel Boisrond)
- 1970 - La Liberté en croupe (Edouard Molinaro)
- 1972 - Les feux de la chandeleur (Serge Korber)
- 1972 - César et Rosalie (Claude Sautet)
- 1973 - Les Granges Brûlées (Jean Chapot)
- 1973 - Le Concierge (Jean Girault)
- 1974 - Mariage (Claude Lelouch)
- 1975 - Vous ne l'emporterez pas au paradis
- 1975 - C'est dur pour tout le monde (Christian Gion)
- 1976 - Le Diable dans la boîte (Pierre Lary)
- 1979 - Le Toubib (Pierre Granier-Deferre)
- 1979 - À nous deux (Claude Lelouch)
- 1980 - Pile ou face (Robert Enrico)
- 1980 - Trois Hommes à abattre (Jacques Deray)
- 1981 - Il faut tuer Birgitt Haas (Laurent Heynemann)
- 1987 - Gros coeurs (Pierre Joassin)
- 1991 - Van Gogh (Maurice Pialat)
- 1993 - Amok (Joël Farges)
- 1993 - Elles ne pensent qu’à ça (Charlotte Dubreuil)
- 1994 - Les Patriotes (Éric Rochant)
- 1995 - Les hommes et les femmes sont faits pour vivre heureux
- 1996 - Capitaine Conan (Bertrand Tavernier)
- 1996 - Mon homme (Bertrand Blier)
- 1997 - Cité des alouettes
- 1997 - Restons groupés (Jean-Paul Salomé)
- 1998 - L'École de la chair (Benoît Jacquot)
- 2000 - Memoires en fuite
- 2001 - Se souvenir des belles choses
- 2002 - Au plus près du paradis (Tonie Marshall)
- 2002 - Un fils de notre temps
- 2003 - La Fleur du mal (Claude Chabrol)
- 2004 - La Demoiselle d'honneur (Claude Chabrol)
- 2005 - La Boîte noire (Richard Berry)
- 2005 - Caché (Michael Haneke)
- 2005 - Joyeux Noël (Christian Carion)
- 2006 - G.A.L. (Miguel Courtois)
- 2006 - L'année suivante (Isabelle Czajka)
- 2005 - Rose et Noir (Gérard Jugnot)
- 2011 - La Conquête (Xavier Durringer)
- 2011 - Monsieur papa (Kad Merad)
- 2012 - Le Capital (Costa-Gavras)
- 2017 - C'est beau la vie quand on y pense (Gérard Jugnot)
- 2018 - La fin de l'été
- 2019 - Qui m'aime me suive! (José Alcala)
- 2018 - J'ai perdu Albert (Didier van Cauwelaert)
- 2021 - Adieu Paris (Édouard Baer)
- 2022 - L'Homme parfait (Xavier Durringer)